# Contraexemple
En lògica, especialment en les seves aplicacions a matemàtiques i filosofia, un contraexemple és una excepció a una regla general proposada, és a dir, un cas específic de la falsedat d'una quantificació universal (un "per a tot").
Per exemple, considerem la proposició "tots els escriptors són intel·ligents". Com aquesta proposició diu que una certa propietat (intel·ligència) és vàlida per a tots els escriptors, inclús un sol escriptor ximple provarà la seva falsedat. En aquest cas, un escriptor ximple és un contraexemple a "tots els escriptor són intel·ligents".
El nombre 2 és l'únic contraexemple de la proposició "tots els nombres primers són nombres senars". Algunes proposicions poden ser negades amb un nombre major, inclús infinit de contraexemples. Per exemple: "Tots els nombres senars són primers" té infinits contraexemples: tots els múltiples senars de 3, 5, 7, etc.

## En matemàtiques
En matemàtiques, els contraexemples són sovint emprats per a provar els límits dels possibles teoremes. Per a fer servir contraexemples per a mostrar que algunes conjectures són falses, els investigadors matemàtics eviten els cul-de-sac i aprenen a modificar conjectures per a produir teoremes probables.

## En filosofia
En filosofia, els contraexemples són emprats normalment per a argumentar que una posició filosòfica en concret mostrant que no és aplicable a certs casos. A diferència dels matemàtics els filòsofs no poden provar els seus anunciats més enllà de cap dubte, per tant, altre filòsofs són lliures de no estar-hi d'acord per provar de posar-hi altres contraexemples en resposta. Evidentment, el primer filòsof pot argumentar que el contraexemple al·legat no es pot realment aplicar.